# Barry Ferguson
Barry Ferguson, MBE född 2 februari 1978 i Hamilton, är en skotsk fotbollsspelare. Hans position är central mittfältare. År 2001 blev han den yngste spelaren någonsin att bära kaptensbindeln för Rangers FC. I april 2009 blev Ferguson av med kaptensbindeln för både klubben och skotska landslaget.
Under 2003 köptes han till Blackburn Rovers i engelska Premier League för 7,5 miljoner pund. Efter endast 36 matcher för klubben såldes han dock på egen begäran tillbaka till Rangers i januari 2005.
Ferguson har varit en viktig spelare även för det skotska landslaget, där han debuterade i match mot Litauen år 1998. Den 3 april 2009 blev Ferguson avstängd från det skotska landslaget på livstid.

## Fotnoter
1. ↑  ”"Ferguson and McGregor No Longer Scotland Players"”. Scottish Football Association. http://www.scottishfa.co.uk/scottish_fa_news.cfm?page=273&newsCategoryID=6&newsID=4548. Läst juni 2009.